# 하나마키시
하나마키시(일본어: 花巻市)는 일본 이와테현 중서부에 있는 시이다.
서부에는 관광지로 인기 있는 하나마키 온천향이 있으며, 미야자와 겐지가 태어난 곳으로 유명하다. 그래서 그가 심심찮게 자신의 작품 속에서 사용했던 에스페란토어 이름으로 하나마키역의 별칭을 치엘아르코(Ĉielarko)라고 붙였다.

## 역사
- 1889년 4월 1일 - 정촌제 시행으로 히에누키군 하나마키정, 하나마키가와구치정, 네코촌, 유모토촌, 유구치촌, 야자와촌, 미야노메촌이 성립하였다.
- 1923년 6월 1일 - 하나마키가와구치정과 네코촌이 합병해 새로운 하나마키가와구치정이 되었다.
- 1929년 4월 10일 - 하나마키정과 하나마키카와구치정이 합병해 새로운 하나마키정이 되었다.
- 1954년 4월 1일 - 하나마키정, 유모토촌, 유구치촌, 야자와촌, 오타촌, 미야노메촌이 합병해 하나마키시가 탄생하였다.
- 1955년 7월 1일 - 사사마촌을 편입하였다.
- 2006년 1월 1일 - 하나마키시, 히에누키군 이시도리야정, 오하사마정, 와가군 도와정이 합병해 새로운 하나마키시가 되었다.

## 인구
| 연도 | 인구    | ±%     |
| ---- | ------- | ------ |
| 1920 | 69,110  | —      |
| 1930 | 79,108  | +14.5% |
| 1940 | 83,401  | +5.4%  |
| 1950 | 102,933 | +23.4% |
| 1960 | 105,687 | +2.7%  |
| 1970 | 101,858 | −3.6%  |
| 1980 | 105,678 | +3.8%  |
| 1990 | 106,727 | +1.0%  |
| 2000 | 107,175 | +0.4%  |
| 2010 | 101,451 | −5.3%  |
| 2020 | 93,193  | −8.1%  |

|                                                | |
| 하나마키시의 전국의 연령별 인구 분포（2005년） | 하나마키시의 연령·남녀별 인구 분포（2005년）                                                                              |
| ■자주색 ― 하나마키시 ■녹색 ― 일본전국          | ■파랑색 ― 남자 ■빨간색 ― 여자                                                                                             |
| · 하나마키시（에 해당되는 지역）의 인구추이    | |
| 일본 총무성 통계국 국세조사 결과               | |
|                                                | 이 그래프는 더 이상 지원되지 않는 레거시 그래프 확장 기능을 사용하고 있습니다. 새로운 차트 확장 기능으로 변환해야 합니다. |

## 기후
기후는 한랭하며 태평양측 기후의 특색을 가진다. 기타카미강의 하곡에 있어 겨울에는 방사냉각 효과를 받기 쉽고 영하 20도 가까이 내려가기도 한다. 2006년 2월 4일에도 영하 18.2도를 기록했다.
| 하나마키시의 기후                                            | 하나마키시의 기후 | 하나마키시의 기후 | 하나마키시의 기후 | 하나마키시의 기후 | 하나마키시의 기후 | 하나마키시의 기후 | 하나마키시의 기후 | 하나마키시의 기후 | 하나마키시의 기후 | 하나마키시의 기후 | 하나마키시의 기후 | 하나마키시의 기후 | 하나마키시의 기후 |
| 월                                                           | 1월               | 2월               | 3월               | 4월               | 5월               | 6월               | 7월               | 8월               | 9월               | 10월              | 11월              | 12월              | 연간              |
| ------------------------------------------------------------ | ----------------- | ----------------- | ----------------- | ----------------- | ----------------- | ----------------- | ----------------- | ----------------- | ----------------- | ----------------- | ----------------- | ----------------- | ----------------- |
| 역대 최고 기온 °C (°F)                                       | 9.1 (48.4)        | 13.6 (56.5)       | 22.1 (71.8)       | 29.3 (84.7)       | 33.3 (91.9)       | 34.0 (93.2)       | 36.6 (97.9)       | 36.3 (97.3)       | 35.8 (96.4)       | 28.9 (84.0)       | 21.9 (71.4)       | 17.3 (63.1)       | 36.6 (97.9)       |
| 일평균 최고 기온 °C (°F)                                     | 2.4 (36.3)        | 3.7 (38.7)        | 8.4 (47.1)        | 15.0 (59.0)       | 21.4 (70.5)       | 25.1 (77.2)       | 27.5 (81.5)       | 29.3 (84.7)       | 25.2 (77.4)       | 18.7 (65.7)       | 11.8 (53.2)       | 4.9 (40.8)        | 16.1 (61.0)       |
| 일일 평균 기온 °C (°F)                                       | −1.8 (28.8)       | −0.9 (30.4)       | 3.0 (37.4)        | 8.7 (47.7)        | 15.1 (59.2)       | 19.5 (67.1)       | 22.6 (72.7)       | 24.0 (75.2)       | 19.7 (67.5)       | 12.9 (55.2)       | 6.5 (43.7)        | 0.8 (33.4)        | 10.8 (51.5)       |
| 일평균 최저 기온 °C (°F)                                     | −6.4 (20.5)       | −5.6 (21.9)       | −2.1 (28.2)       | 2.7 (36.9)        | 9.3 (48.7)        | 14.5 (58.1)       | 18.8 (65.8)       | 19.9 (67.8)       | 15.4 (59.7)       | 7.7 (45.9)        | 1.6 (34.9)        | −3.2 (26.2)       | 6.1 (42.9)        |
| 역대 최저 기온 °C (°F)                                       | −17.5 (0.5)       | −18.2 (−0.8)      | −11.8 (10.8)      | −6.9 (19.6)       | −0.6 (30.9)       | 5.1 (41.2)        | 10.9 (51.6)       | 10.5 (50.9)       | 4.3 (39.7)        | −1.6 (29.1)       | −10.2 (13.6)      | −14.8 (5.4)       | −18.2 (−0.8)      |
| 평균 강수량 mm (인치)                                        | 51.7 (2.04)       | 49.4 (1.94)       | 80.8 (3.18)       | 97.6 (3.84)       | 98.8 (3.89)       | 120.0 (4.72)      | 205.0 (8.07)      | 156.0 (6.14)      | 156.8 (6.17)      | 125.3 (4.93)      | 84.0 (3.31)       | 85.0 (3.35)       | 1,310.4 (51.59)   |
| 평균 강수일수 (≥ 1.0 mm)                                     | 10.7              | 10.1              | 11.4              | 10.1              | 10.3              | 9.0               | 13.1              | 11.4              | 10.3              | 10.2              | 12.7              | 13.9              | 133.2             |
| 출처: 일본 기상청 (평년값: 2003년~2020년, 극값: 2003년~현재) |                   |                   |                   |                   |                   |                   |                   |                   |                   |                   |                   |                   |                   |

## 교통

### 공항
- 하나마키 공항

### 철도
- 동일본 여객철도
  - 도호쿠 신칸센
  - 도호쿠 본선
  - 가마이시선

### 도로
- 도호쿠 자동차도
- 가마이시 자동차도
- 국도 4호선
- 국도 107호선
- 국도 283호선
- 국도 396호선
- 국도 456호선(일본어판)